# Edgar Gacutan
Edgar Cuntapay Gacutan C.I.C.M. (ur. 23 września 1964 w Enrile) – filipiński duchowny rzymskokatolicki, biskup Sendai od 2022.

## Życiorys

### Prezbiterat
Święcenia kapłańskie przyjął 23 kwietnia 1994 w zakonie szeutystów. Był m.in. dyrektorem wspólnoty katolickiej młodzieży pracującej w Osace, wiceprowincjałem, prowincjałem oraz przełożonym regionu japońskiego.

### Episkopat
8 grudnia 2021 papież Franciszek mianował go biskupem Sendai. Sakry udzielił mu 19 marca 2022 arcybiskup Tarcisio Isao Kikuchi.